# Nannopterum
Nannopterum is een geslacht van vogels uit de familie van de aalscholvers (Phalacrocoracidae). De wetenschappelijke naam van het geslacht is voor het eerst geldig gepubliceerd in 1899 door Richard Bowdler Sharpe. Dit geslacht is op grond van moleculair genetisch onderzoek afgesplitst van het geslacht Phalacrocorax.

## Soorten
De volgende soorten zijn bij het geslacht ingedeeld:
- Nannopterum auritum  – Geoorde aalscholver
- Nannopterum brasilianum  – Bigua-aalscholver
- Nannopterum harrisi  – Galápagosaalscholver